# Neoimperialismus

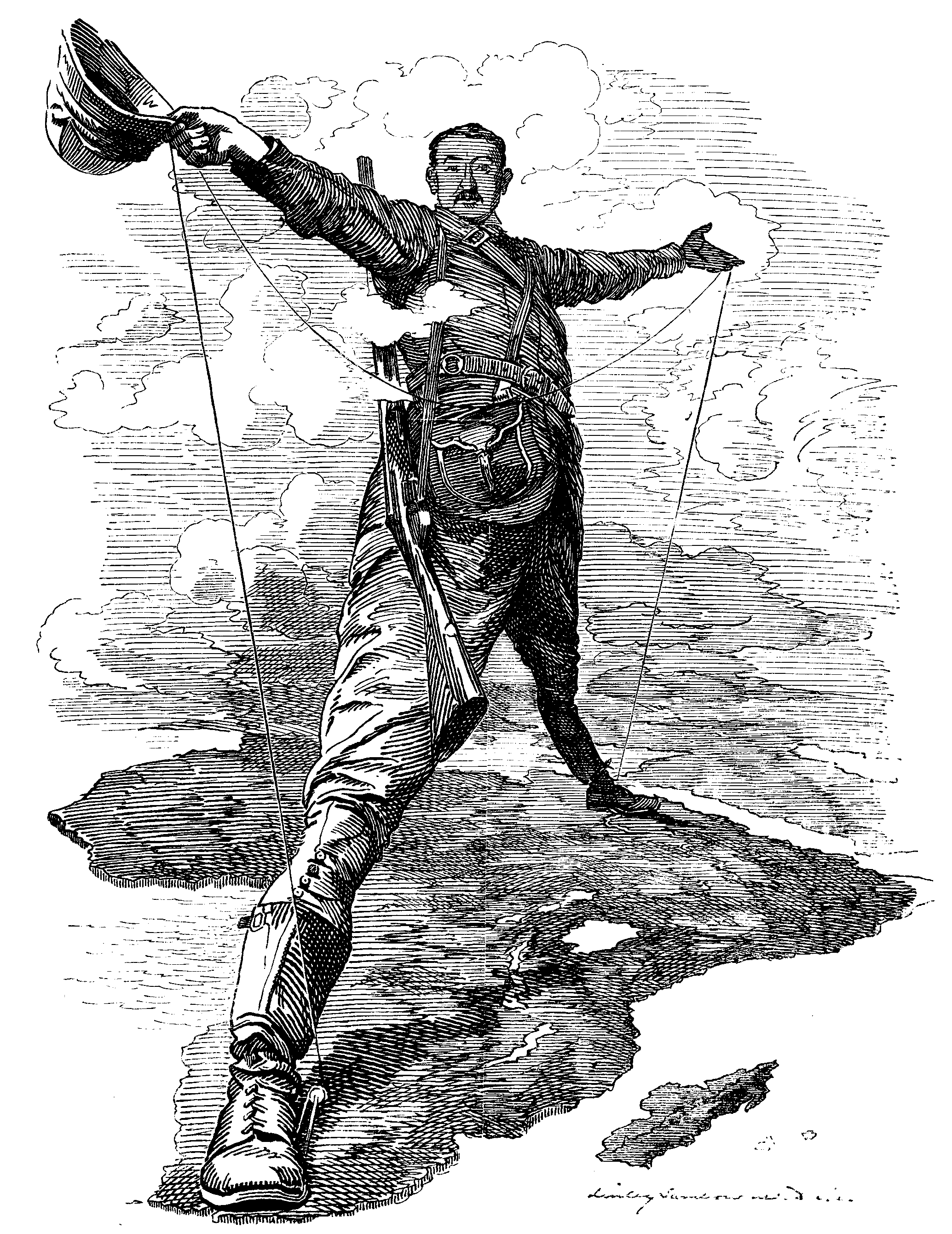
Karikatura z časopisu Punch znázorňující evropské ovládnutí Afriky

Jako neoimperialismus, nebo nový imperialismus se označuje pozdní vlna kolonialismu na konci 19. století, po Berlínské konferenci (1884–1885), především pak dělení Afriky, velká hra o střední Asii, ujařmení Číny po opiových válkách, dokončení ovládnutí Indie po velkém indickém povstání, ovládnutí jihovýchodní Asie Brity (Barma, Malajsie, Singapur, Borneo), Nizozemci (Indonésie) a Francouzi (Indočína). 
K aktérům neoimperiální vlny patřily tradiční evropské mocnosti jako Británie, Francie, Nizozemsko či Portugalsko, ale i Japonsko, Rusko a Spojené státy americké se svými prvními pokusy v tomto směru (Filipíny, Panama). Neschopnost Německa si v této fázi zajistit dostatek kolonií a jeho frustrace z toho plynoucí bývá označována za jednu z příčin vzniku první světové války. 
Často byly tyto pozdní kolonizace označovány jako „civilizační mise“, čímž se odlišovaly od starého kolonialismu, který se zaštiťoval zejména křesťanstvím. Mnoho kolonií vytvořených během této éry získalo nezávislost během éry dekolonizace, která následovala po druhé světové válce. Pojem je vymezen vůči tzv. první vlně evropské kolonizace v letech 1402 až 1815. Pojem neokolonialismus je vyhrazen povětšinou jiné praxi, hypotetickému „skrytému ovládání“ třetího světa velmocemi.